# Тайсон (документальный фильм)
«Та́йсон» (англ. Tyson) — документальный фильм режиссёра Джеймса Тобэка о жизни и карьере американского боксёра Майка Тайсона. Кроме самого Тайсона, в хрониках присутствуют Миллс Лэйн, Тревор Бербик, Кас Д’Амато и другие. Премьера состоялась на Каннском кинофестивале 2008.

## Критика
По данным агрегатора рецензий Rotten Tomatoes фильм имеет 85 % свежести на основе 138 отзывах критиков. Энтони Скотт из New York Times назвал фильм «не заслуживающий полного доверия» но одновременно «глубоко честным». Келим Афтаб из Independent писал что «документальный фильм еще раз подсказал, что из всех видов спорта, бокс — самый кинематографичный».

## Премии
| Год  | Премия                                                                                 |
| ---- | -------------------------------------------------------------------------------------- |
| 2009 | Премия Нью-Йоркского общества кинокритиков в номинации «Лучший неигровой фильм»        |
| 2009 | Премия «Готэм» в номинации «Лучший документальный фильм»                               |
| 2010 | Премия Национального общества кинокритиков в номинации «Лучший нехудожественный фильм» |